# 日羅関係
日羅関係（にちらかんけい）では、古代の日本と新羅との関係について概説する。

## 概要
本項では、古代より新羅が滅亡する935年までの歴史を概説する。
以下、各国史書に基づき、新羅と倭国に関する歴史を概説する。
『三国史記』によると、新羅建国時より日本による新羅への軍事的な侵攻が度々記述されている。多くの場合日本側が勝利を収め、新羅側は食料・金銭・一部領土等を日本に割譲した。また新羅建国の王族の昔氏や朴氏も倭人とされる。また、新羅の重鎮には倭人も登用されていたとされる。

## 新羅建国神話における倭との関係
『三国史記』新羅本紀によれば、新羅には朴氏・昔氏・金氏の3姓の王系があり、それぞれ始祖説話を持つが、倭国または倭人との関連伝承が多い。建国初期に倭人勢力との関わりを伝えることや複数の王統を持つことなどは高句麗・百済の始祖説話体系とは異なるところである。新羅の始祖説話は紀元前後に繋年されたものではあるが、実際に新羅で姓が用いられるようになったのは6世紀からである。また、『三国史記』は1145年に編纂され、『三国遺事』も高麗時代の1280年代に成立しており、後代からの視点で編纂されていることに留意する必要がある。
- 朴氏の始祖説話に登場する瓠公は倭人であり、これが朴氏初代の朴赫居世ともいわれる[4]。
- また昔氏の始祖説話においても、倭国東北一千里のところにある多婆那国の王妃の子が脱解王である。「多婆那国」は一説に丹波国とも比定されている[5]。ほかに但馬国、肥後国玉名郡、周防国佐波郡などの説がある。
- 金氏始祖の金閼智（第13代味鄒尼師今の7世祖）説話では、脱解尼師今の治世時に、鶏の鳴き声を聞いたので瓠公に調べさせたところ、金色の小箱なかから小さな男の子が現れた。容姿が優れていたので脱解尼師今は喜んでこれを育てた。長じて聡明であったので「閼智」（知恵者の意味）と名づけ、金の小箱に入っていたので「金」を姓とした。

日本側伝承では新羅の祖は鵜葺草葺不合命の子の稲飯命（神武天皇の兄）だとされている。また昔氏の出生について倭国東北1千里（当時の1里はおよそ500ｍ）とされ、現在の兵庫県北部、熊本県北部、山口県中部等と推定されるが、時代を下ると、兵庫県豊岡周辺のアメノヒボコ伝承との関連が指摘される。昔氏は現在の日本の但馬、丹波、肥後、周防のいずれかの地域から船で渡った倭人と見る向きが多く、その後、昔氏の末裔のアメノヒボコが日本に戻ったとされる。『日本書紀』によると、アメノヒボコは菟道河をさかのぼり、若狭をへて、但馬にいたり、ここに居を構えた。

## 1世紀まで
- 初代新羅王の赫居世居西干の時代（在位:紀元前57年 - 4年）
  - 紀元前50年、倭人が侵攻してくるが、赫居世王の説得に応じて倭軍は撤退する。また重臣に、もとは倭人の瓠公がいた[1]。
- 第2代新羅王の南解次次雄の時代（在位:4年 - 24年）
  - 14年には倭人が兵船100艘余りで攻め寄せ、海岸の民家を略奪した[1]。これに対して六部の精兵を派遣したところ、手薄になった首都を楽浪軍に攻められた。しかし、流星が楽浪軍の陣に落ちたため、彼らは恐れて引き上げたという。さらに六部の兵を送って追撃させたが、賊軍が多いので追撃は中止となった[1]。
- 第4代新羅王の脱解尼師今の時代（在位:57年 - 80年）
- 脱解王は倭国から東北一千里の多婆那国の王の子といわれ[1]、この多婆那国は一説に日本列島の丹波国にも比定する説があり[5][10]、脱解王の出身氏族である昔氏は倭と交易していた氏族とされる[11]。
  - 百済の多婁王と蛙山城（忠清北道報恩郡）をめぐって度々戦争があった[1]。
  - 73年、倭人が木出島(慶尚南道蔚山広域市の目島[12])に進入してきたが、角干（1等官の伊伐飡の別名）の羽烏（うう）を派遣したが勝てず、羽烏は戦死した[1]。
  - 77年には伽耶と戦って大勝した阿飡（6等官）の吉門を波珍飡（4等官）に引き上げた[1]。
- 第5代新羅王の婆娑尼師今の時代（在位:80年 - 112年）
  - 日本書紀で倭国に服したという新羅王波沙寐錦（はさむきむ）のことを指すともいわれる[13]。また、414年に建てられた広開土王碑の第三面二行に「新羅寐錦」とあり、中原高句麗碑では、高句麗を「大王」として新羅王を「東夷之寐錦」とされていることから、「寐錦」は、新羅の固有の君主号ともいわれる[14]。法興王11年（524年）の建立とされる蔚珍鳳坪碑に法興王は「寐錦王」として現れている。また、同時に連なっている高官に「葛文王」の表記が見られることから、6世紀初頭当時の新羅が絶対的な「王」による一元的な王権の支配下にあったわけではなく、寐錦王と葛文王という二つの権力の並存であったとも考えられている[14][15]。なお、法興王の前代の智証麻立干の時代に国号を新羅として君主号を王に定めている[1]。

## 2世紀
- 第6代新羅王の祇摩尼師今の時代（在位:112年 - 134年）
  - 121年2月に大甑山城（釜山広域市東莱区）を築いた。同年4月に倭人が東部海岸に侵入した[1]。
  - 翌年123年3月に倭国と講和した[1]。
- 第8代新羅王の阿達羅尼師今の時代（在位:154年 - 184年）
  - 158年、倭人が来訪する[1]。
  - 173年5月、倭の女王卑彌乎が新羅に使者を送る[1]。しかしこれは、『三国志』東夷伝倭人条からの造作で、かつ干支を一運遡らせたものとする説もある[16]。
- 第9代新羅王の伐休尼師今の時代（在位:184年 - 196年）
  - 193年6月には倭人が飢饉に見舞われ、食を求めて1千余人が新羅に流入した[1]。

## 3世紀

### 倭国と斯蘆国
| 三国時代の朝鮮半島左は韓国の教科書で一般的な範囲（375年頃）、右は日本の教科書で一般的な範囲（4～5世紀半ば）。半島西南部の解釈には諸説がある。 |  | 三国時代の朝鮮半島左は韓国の教科書で一般的な範囲（375年頃）、右は日本の教科書で一般的な範囲（4～5世紀半ば）。半島西南部の解釈には諸説がある。 |
| 三国時代の朝鮮半島左は韓国の教科書で一般的な範囲（375年頃）、右は日本の教科書で一般的な範囲（4～5世紀半ば）。半島西南部の解釈には諸説がある。 |  | |

3世紀ごろ、半島南東部には辰韓十二国があり、その中にのちに新羅となる斯蘆（しろ、しら）国があった。辰韓の「辰」は斯蘆の頭音で、辰韓とは斯蘆国を中心とする韓の国々の意味と考えられている。新羅は、この斯蘆国が発展して基盤となって、周辺の小国を併せて発展していき、国家の態をなしたものと見られている。
- 第10代新羅王の奈解尼師今の時代（在位:196年 - 230年）
  - 208年夏4月、倭人が国境を犯す[1]。奈解王は将軍昔利音に反撃させた。
- 第11代新羅王の助賁尼師今の時代（在位:230年 - 247年）
  - 232年4月に倭人が首都金城に攻め入った[1]。王も出陣して倭人を壊滅させ、騎馬隊を派遣して首級1千をあげた。
- 233年5月、倭人が東部国境に侵入[1]。同7月、将軍の昔于老が沙道で倭軍を撃退、倭人の兵船を焼き払う。
- 第12代新羅王の沾解尼師今の時代（在位:247年 - 261年）
  - 249年夏4月、倭人が昔于老を殺害[1]。
    - 応神天皇14年（283年）、弓月君が百済から来て、天皇に奏上した。「私の国の百二十県の人民が帰化を求めています。しかし新羅人が拒んでいるので、みな加羅国に留まっています。」天皇は葛城襲津彦を遣わして、加羅国の弓月の民を召されたが、三年を経ても襲津彦は帰らなかった[2]。
- 第14代新羅王の儒礼尼師今の時代（在位:284年 - 298年）
  - 285年（応神天皇16年）、天皇は平群木菟宿禰（へぐりのつくのすくね）、的戸田宿禰（いくはのとだのすくね）を加羅に遣わした。天皇は精兵を授けて、「襲津彦が帰らないのは、きっと新羅が邪魔をしているからだ。お前達は速やかに赴いて新羅を撃ちその道を開け」と命じた。木菟宿禰らは精兵を進めて新羅の国境に臨んだ。新羅王は恐れて、その罪に服した。二人は弓月の民を率いて襲津彦と共に倭国に帰ってきた[2][17]。
  - 287年4月、倭人が一礼部[18]に来たり、集落に放火し、1千人を捕虜にして立ち去った[1]。
  - 292年、倭兵が沙道城（慶尚北道浦項市）を陥落させようとしたので一吉飡の大谷に命じて救援させたが、倭軍が攻略した[1]。
  - 294年、倭兵が長峯城を攻略した[1]。また、沙道城を改築して沙伐州（慶尚北道尚州市）の有力な80余家を移住させ、倭に備えたという。
  - 297年、伊西国[19]に攻められ首都金城（慶州市）を包囲されるが、竹葉軍の助力で防衛に成功した[1]。

## 4世紀
4世紀から5世紀にかけての新羅と百済は、高句麗と倭国に比べて、国力も領土も弱小であったことに注意すべきであると武光誠は指摘している。当時の新羅の領域は北九州と同程度で、百済も新羅の二倍程であった。また、新羅にとって、自国と同程度の広さの北九州と中国・四国・近畿地方を領土とする大和朝廷は脅威であった。
新羅の建国時期は356年とされる。

### 三韓征伐

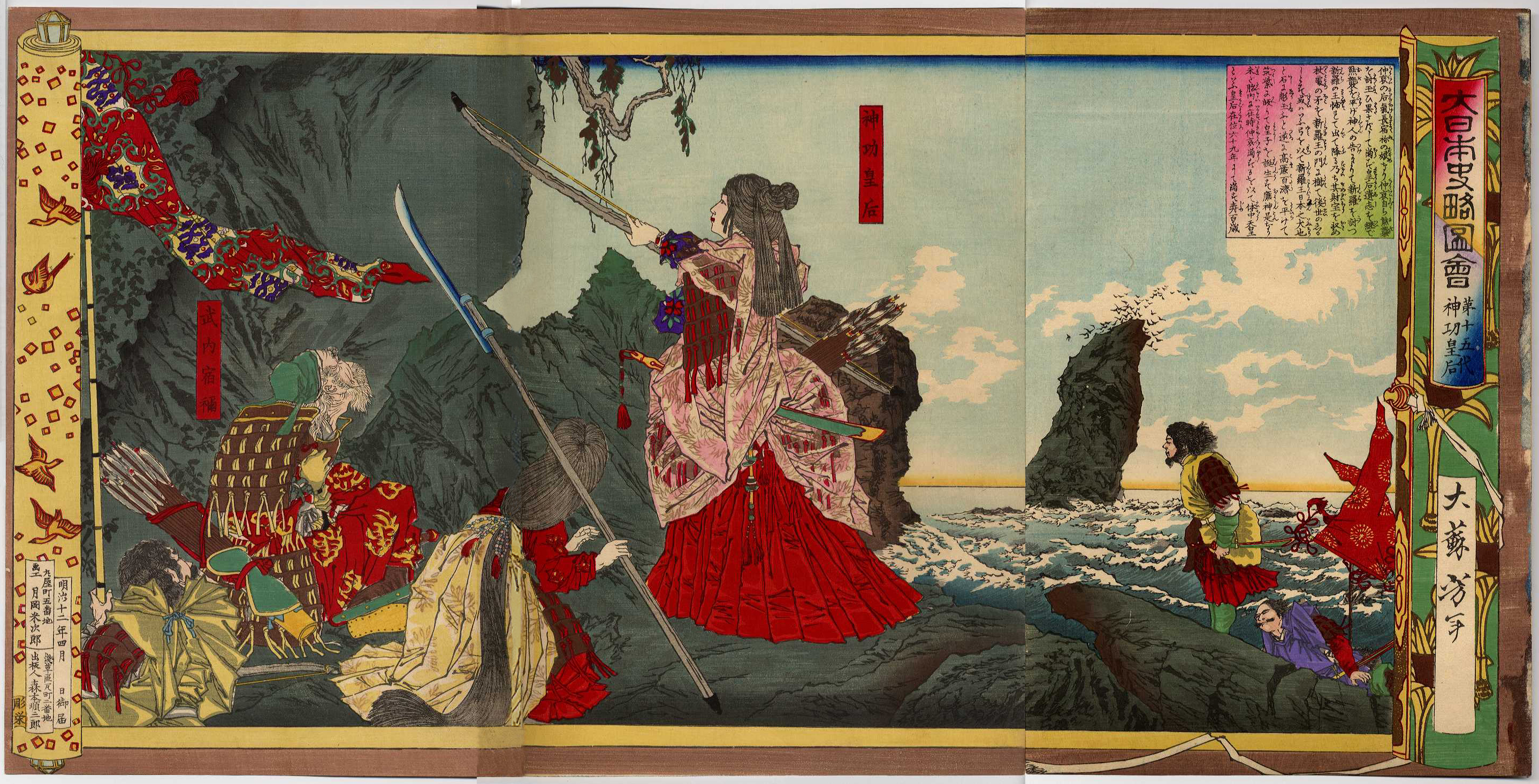
朝鮮遠征。1880年月岡芳年。

神功皇后による三韓征伐は新羅征討説話ともよばれ、説話的な要素が強く、すべてが史実とはみなされてはいないが、当時の倭国と半島の関係には、説話が指示する事績もあり、研究が続いている。また、日本書紀の紀年など、計算法によって当該時期が変わる。
倭国から新羅（朝鮮半島）への大規模な軍事侵攻があったこと、また新羅が倭国に服属していた時代もあったことは朝鮮や中国の資料からも現在確認できる。

### 倭国への新羅の服属
広開土王碑や中原高句麗碑により、時期によっては倭（ここで言う倭をヤマト、九州、朝鮮南部の倭人を指すなど諸説あり。定説はヤマト）や高句麗によって一定の支配を受けていたことも明らかとなっている。

#### 広開土王碑
広開土王碑によれば、〈そもそも新羅・百残は（高句麗の）属民であり、朝貢していた。しかし、倭が辛卯年（391年）に海を渡り百残・加羅・新羅を破り、臣民となしてしまった。〉とあり、上代の時期に一時期とはいえ日本の属国になっていたことがうかがえる。

#### 職貢図における倭国への新羅の服属
2011年に発見された『諸番職貢圖巻』では、斯羅國が韓や倭に属したと記してある。
- 第15代新羅王の基臨尼師今の時代（在位:298年 - 310年）
  - 300年1月、倭国と使者を交わし[1]、3月には楽浪・帯方[24]の2国が帰服してきた。
  - 307年、国号を新羅に戻した[25]。
- 第16代新羅王の訖解尼師今の時代（在位:310年 - 356年）
  - 312年、倭国王から王子の通婚を要求[1]。王子ではないが、阿飡（6等官）の急利[26]の娘を嫁として送った[1]。なお、337年2月に新羅は百済に使者を送って国交を開こうとしている。
  - 344年、倭国は再び通婚を要求。しかし、新羅側は娘は嫁に行ったとして断った[1]。
  - 345年、倭国は国書を送ってきて国交断絶[1]。
  - 346年、倭国は風島を襲撃し、さらに進撃して首都の金城を包囲攻撃した[1]。訖解尼師今は出撃しようとしたが、伊伐飡の康正の進言によって倭軍の疲弊するのを待ち、食料が尽きて退却しようとした倭軍を追撃して敗走させた[27]。
- 第17代新羅王の奈勿尼師今の時代（在位:356年 - 402年）
  - 356年、奈勿尼師今が即位。新羅の実質上の建国年とも。
  - 362年(?または364年)、神功皇后元年、対馬より半島に至り、新羅王都にいたる。新羅王は抵抗することなく降伏し、「馬飼部」となることを宣言し、毎年の男女を貢ぐと約束した（日本書紀）。
  - 364年4月、倭軍が侵入[1]。数千体の草人形に服を着せて兵器を持たせて吐含山（標高746m）の麓に並べ、1千人を斧峴（慶州市南東部？）の東に伏兵としておき、倭軍に不意討ちをかけて撃退し、残留兵は全滅した[28]。
  - 新羅は、百済の近肖古王からは366年、368年に使者を受け入れており（羅済同盟）、373年には百済の禿山城（京畿道安城市）の城主が領民300を率いて投降してきた。このとき百済からは国書を送って返還を求めてきたが、奈勿尼師今は「民草は、行きたいところへ行き嫌になれば去るというように、自分達の望むところに住まうものです。大王（百済王）は自らの民草の思いを配慮せず、私（新羅）を責めるのはいかがなものでしょうか」と答え、百済は何も言ってこなくなったという。
  - 377年に前秦に初めて新羅が朝貢する[29]。
  - 382年には前秦に衛頭を送って、新羅単独での朝貢を行い[30]、新羅王楼寒（ろうかん、ヌハン）が国号を斯盧から新羅に改めたことを報告した。

### 倭国と高句麗の戦争
新羅の支配権をめぐって、倭国と高句麗が戦争をしていることが、『三国史記』や好太王碑碑文などで記録されている。
- - 391年倭が海を渡って百済・加羅・新羅を破り、倭国の臣民となした[31]。秋7月、高句麗王好太王が4万兵で百済北の国境を攻め、石峴など10余りの城を落とした。冬10月、高句麗、百済の関彌城を落とす。百済王が11月、狗原の行宮にて死去した[32]。
  - 392年正月に高句麗は新羅に使者を送ってきた。新羅は、高句麗の国力を恐れ、王族である伊飡（2等官）大西知の子の実聖（後の実聖尼師今）を人質として送り込んだ。
  - 393年5月に倭軍が侵入し首都金城（慶州市）を包囲され籠城戦を余儀なくされたが、倭軍が退却しようとしたところを騎兵200を送って退路を塞ぎ、歩兵1千を送って独山（慶尚北道慶州市）付近で挟撃させ、倭軍を大敗させた[1]。
  - 397年、百済の阿莘王は王子腆支を人質として倭に送り通好する。
  - 399年、新羅が倭の侵攻を受ける。倭軍が国境に満ち溢れ城池を潰破し民を奴客としたため高句麗に救援を求めた。同年、百済は高句麗との誓いを破って倭と和通したため[31]、高句麗王は百済を討つため平壌に進軍した。ちょうどそのとき新羅からの使いが「多くの倭人が新羅に侵入し、王を倭の臣下としたので高句麗王の救援をお願いしたい」と願い出たので、大王は救援することにした[31]。
  - 400年、高句麗は倭の侵攻を受けていた新羅に歩騎五万を派遣し、新羅を救援する[31]。このとき新羅の王都は倭軍の侵攻を受けていたが、高句麗軍が迫ると倭軍は退き、任那・加羅まで後退する[31]。ところが安羅軍などが逆をついて、新羅の王都を占領した[31]。新羅政府は奈勿尼師今の王子未斯欣を人質として倭に送って通交する[1]。未斯欣は日本書紀には微叱許知・微叱許智として神功皇后摂政前紀十月条・同五年三月条に対応する記事が見える。
  - 404年、帯方界で倭軍の攻撃を受けるが高句麗は撃退した。
  - 407年、高句麗は後燕に侵攻して6城を討ち鎧一万領を得た[31]。

## 5世紀

### 倭の五王と「安東大将軍」除授
日本では4世紀後期ごろからは東晋など南朝への交易がみられるようになり、その後南朝へは5世紀末頃まで断続的に行われた。これが『宋書』に記された「倭の五王」であり、讃、珍、済、興、武という5人の天皇（王）が知られる。413年から478年まで倭国の倭の五王らは、東晋と南朝宋に朝貢し、また官爵号の除授を要求し、除授にいたっている。除授を求めた理由については、朝鮮半島での倭国の軍事行動権や経済的利益の国際的承認を求め、朝鮮半島南部の経営を有利にしようとしたとされる。
438年に珍は「使持節 都督 倭・百済・新羅・任那・秦韓・慕韓六国諸軍事 安東大将軍 倭王」の承認を要求し、451年に南朝は済に対して倭本国、新羅、任那、秦韓、慕韓の支配権を承認し、武は「使持節 都督 倭・新羅・任那・加羅・秦韓・慕韓六国諸軍事 安東大将軍 倭王」を授与されたが、南朝と国交のある百済だけは承認せず、武は百済に対する支配権の承認を繰り返し要求したことが記録されている。『宋書』倭国伝にある武の478年遣使の際の上表文には「東は毛人55国を征し、西は衆夷66国を服す。渡りては海北95国を平ぐ云々」とあって、大和朝廷の国土統一、朝鮮半島遠征の状況過程を伝えている。

### 5世紀後半の新羅の台頭

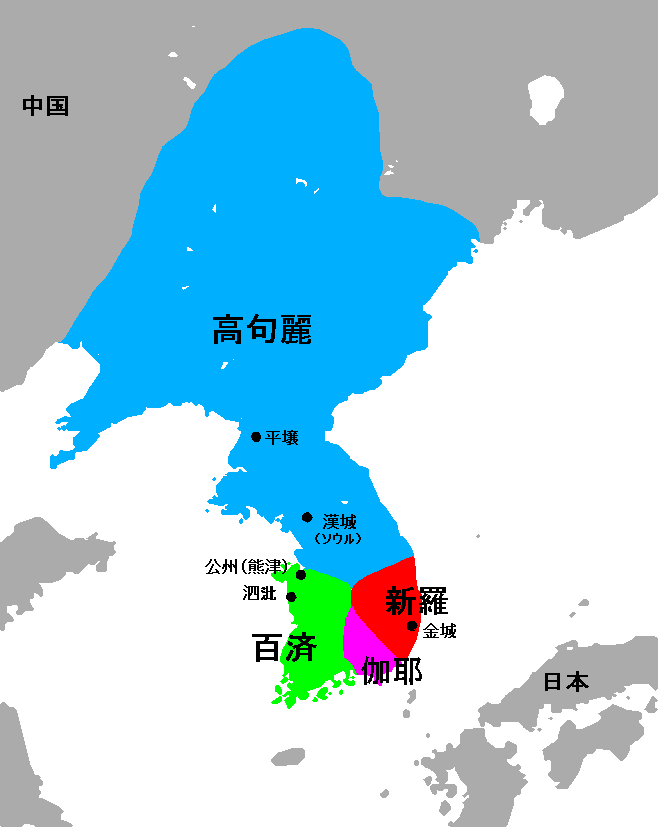
三国時代、5世紀後半頃

新羅は倭国や高句麗に従属していたが、5世紀中頃からはその支配下から脱却しようとして高句麗とも争うようになった。
一方で辰韓諸国に対する支配力も高め、伽耶諸国の領有をめぐって百済とも対抗する姿勢を明らかにし、三国が相競う様相を示した。

## 6世紀
6世紀になると新羅では智証麻立干・法興王らが国制の整備によって国力を高め、6世紀中頃には真興王による急激な領域拡大が可能となった。高句麗を攻撃し北に領土を広げ、百済・日本の連合軍を退け、562年には伽耶（大伽耶）を滅ぼして吸収し、文字通りの三国時代となった。
中国に対しては564年に北斉に朝貢して翌年に冊封を受け、その一方で568年に南朝の陳にも朝貢した。このように中国大陸の南北王朝との関係を深めたことは、半島北部の高句麗に大きな脅威を与えた。隋・唐に対しても建国後まもなく使者を派遣して冊封を受けた。
唐の中国統一の後に危機感を募らせた高句麗は淵蓋蘇文が実権を握って緊急軍事態勢を敷き、新羅と激しく対立するようになっていた百済の義慈王と連携（麗済同盟）したため、新羅は国際的に孤立することとなった。

## 7世紀

### 新羅の唐への接近
新羅は643年に善徳女王が唐に救援を求めたが、このときに唐からの救援は得られず、逆に女王を退けて唐の皇族を新羅王に据えることを求めてきた。このことが契機となって、新羅国内では親唐派と反唐派の対立を生じ、上大等の毗曇が女王の廃位を求めて反乱を起こした。乱を治めた金春秋（後の武烈王）と金庾信（『三国史記』金庾信列伝によると、金庾信は中国黄帝の子・少昊の子孫である）とは真徳女王を立てて親唐路線を継承していった。金春秋は中国の律令制度を取り入れる改革を始め、650年にはそれまで新羅独自で用いていた年号（太和）を廃止し、唐の年号を用いるなどして、唐との連携を強めていった。

### 大化の新羅の賊
兵庫県朝来市の赤淵神社に伝承する『神社略記』によると、大化元年（645年）に表米宿禰命（ひょうまいすくね）が丹後・白糸の浜に来襲した新羅の賊を討伐した。沈没しかけた船を、大海龍王が、アワビの大群を用いて救ったと伝わる。赤淵神社は日下部氏が奉祭する。

### 白村江の戦い
新羅は唐の援軍と共に金庾信に軍を率いさせ、百済に進軍。660年に百済を滅ぼす。
663年（天智2年）8月に唐が白村江にて倭国の水軍を破る（白村江の戦い）。
当時称制を執っていた中大兄皇子（後の天智天皇）は、唐・新羅がさらには博多湾から大宰府に攻め込むことを想定し、万一の場合に備えて翌664年に現在の福岡県大野城市から太宰府市にかけて水城を築かせた。翌665年には北九州から瀬戸内海沿岸にかけて大野城、基肄城、長門城などの古代山城（朝鮮式山城）を築かせた。築城にあたっては、亡命百済人の憶礼福留（おくらいふくる）、四比福夫（しひふくふ）が建設の指揮を執った。667年には都を内陸部の近江大津宮に遷した。翌天智7年（668年）正月、中大兄皇子は天智天皇として即位した。同年、新羅僧沙門道行が草薙剣を盗み新羅に逃げ向く。而して中路にて雨風荒れ、迷いて帰るという草薙剣盗難事件が発生している。
唐の軍事力を背景に新羅はその後668年に高句麗を滅亡させた。この間の戦力の成長を支えたのは、伽耶が開発した鉄生産技術の取得が背景にあったものと見られる。

### 統一新羅
その後、新羅は旧百済領を占領していた唐とその支配権をめぐって対立し、670年から争った（唐・新羅戦争）が、676年に唐軍は半島から撤退し、旧高句麗領の南半分と合わせて朝鮮半島をほぼ統一することに成功した。これ以後を日本では統一新羅時代と呼んでいる。
半島統一後、新羅は引き続き唐との関係は緊張し続け、北境に長城を築くなどして唐に対抗した。
他方、唐の律令制度を取り入れ、位階などの名称も8世紀半ばには唐風に改められている。唐の影響は非常に大きく、この頃、先祖伝来の姓や従来的な名もまた、全て中華風に改められている。

### 遣新羅使と新羅による日本への朝貢
668年以降、日本は遣新羅使を派遣している。
672年の壬申の乱で勝利した大海人皇子（後の天武天皇。在位は673年〜686年）は、親新羅政策をとった。また、次代の持統天皇（在位690年〜697年）も亡夫の天武天皇の外交方針を後継し、同様に親新羅政策をとったが、新羅に対しては対等の関係を認めず、新羅が日本へ朝貢するという関係を強いたが、新羅は唐との対抗関係からその条件をのんで日本への朝貢関係をとった。
天武天皇の即位から780年まで、日羅関係の情勢に応じながらも遣日本使が30回以上送られている。

### 新羅帰化人の移管
持統天皇元年（687年）、日本の朝廷は帰化した新羅人14人を下野国に、新羅の僧侶及び百姓の男女22人を武蔵国に土地と食料を給付し、生活が出来るようにする。帰化人の総数には日本から新羅に帰化していた倭人も含まれる。また天皇により新羅人の帰国が奨励され、半島に帰還するものに対しては食料が配布された。歴史的に残留した新羅からの帰化人は百数十名と少なく、多くは中国人である。
持統天皇3年（689年）にも投化した新羅人を下毛野に移し、翌持統天皇4年（690年）には帰化した新羅の韓奈末許満等12人を武蔵国や、下毛野国に居住させる。霊亀元年（715年）には尾張国人の席田君邇近及び新羅人74人が美濃国を本貫地とし、席田郡に移される、天平5年（733年）。しかし何れの集落もその後断絶しており、歴史的資料や他地域への移動も行われていない。

## 8世紀

### 新羅と渤海

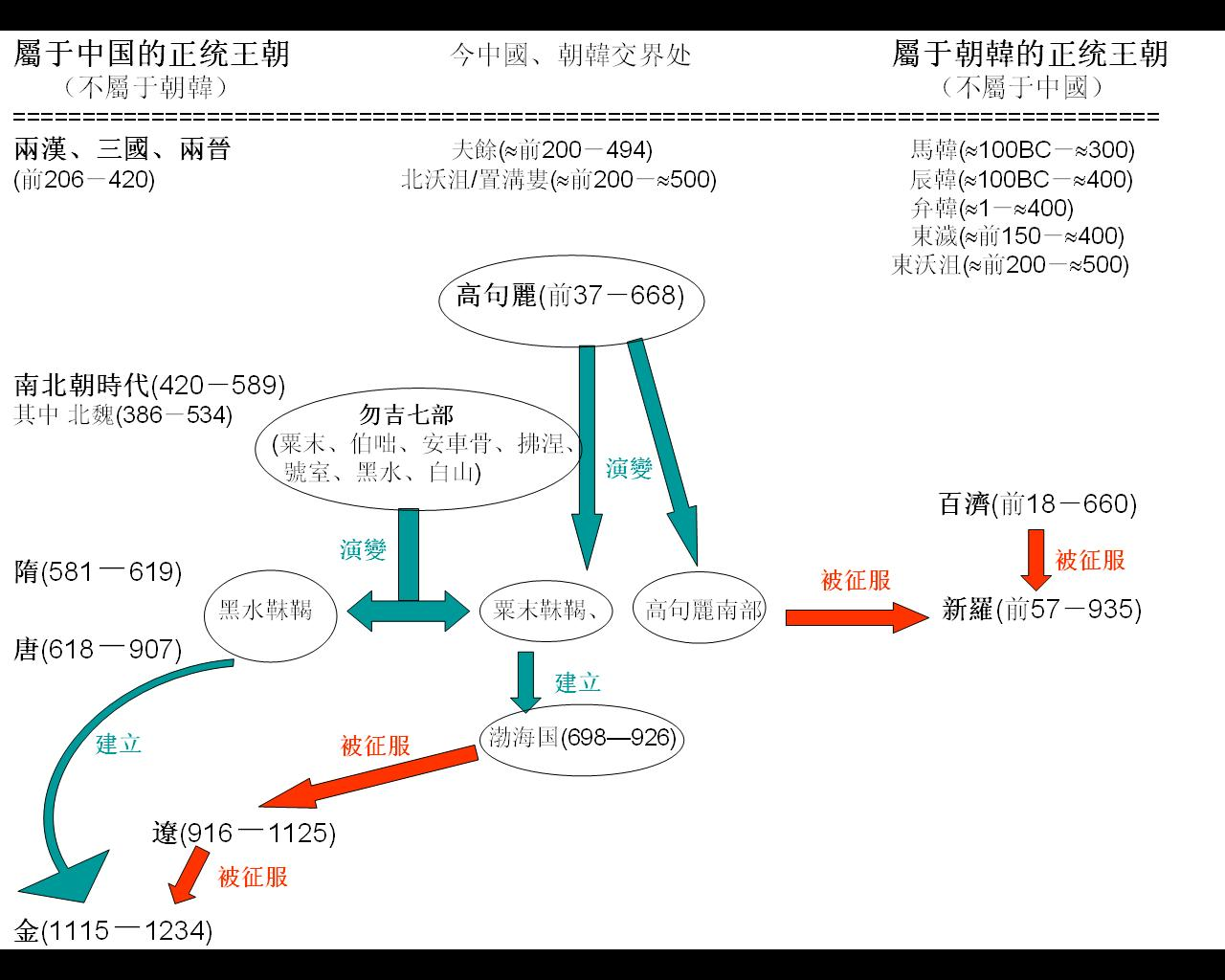
高句麗の故地が新羅（朝鮮人）と渤海（女真人）に吸収され、さらに渤海の滅亡後にその故地で金が建国された。

しかし、696年に唐と渤海との間に戦端が開かれると渤海により唐と新羅は国境線を接しなくなった。これ以後を韓国や北朝鮮では南北国時代と呼んでいる。
732年、渤海に山東の蓬萊港を占領された唐は新羅に南からの渤海攻撃を要請、新羅は唐の要請を受けて渤海を攻撃、唐と新羅の関係は和解へと向かう。唐が渤海と和解すると新羅は渤海攻撃の功績が認められ、735年に唐から冊封を受けて鴨緑江以南の地の領有を唐から正式に認められた。

### 「王城国」改称問題
新羅が国力を高めて、735年（天平7年）日本へ入京した新羅使が、国号を「王城国」と改称したと告知したため、日本の朝廷は無断で国号を改称したことを責め、使者を追い返した。
こうして両国関係は、朝鮮半島を統一し国家意識を高め、日本との対等な関係を求めた新羅に対して、日本があくまで従属国扱いしたことにより悪化した。なお、当時、渤海が成立し、日本へ遣日本使を派遣していることも背景にあるとされる。

### 阿倍継麻呂と疫病
翌736年（天平8年）には遣新羅大使の阿倍継麻呂が新羅へ渡ったが、外交使節としての礼遇を受けられなかったらしく、朝廷は伊勢神宮など諸社に新羅の無礼を報告し調伏のための奉幣をしており、以後しばらくは新羅使を大宰府に止めて帰国させ、入京を許さなかった。なお、阿倍継麻呂は新羅からの帰国途中に病死し、残された遣新羅使の帰国後、平城京では天然痘とみられる疫病が流行った。当時、この疫病が新羅から持ち込まれたと信じられた。
だが、随員の雪連宅満は新羅到着前に既に病没していること、『三国史記』では遣新羅使の新羅到着前後から聖徳王を含めた新羅側要人急死の記事が現れていることから、遣新羅使出発段階で既に感染者がおり、その往復によって日羅両国に感染が拡大した可能性も指摘されているが、雪連宅満がこの疫病の症状を発して死んだことは記録されておらず、無関係な病死である可能性が高い。

### 新羅の社会情勢
745年頃から750年代後半にかけて新羅で飢饉や疫病が発生し、社会が疲弊していた。755年には新羅王のもとへ、飢えのため、自分の股の肉を切り取って父親に食べさせた男の話が伝わるほどだった。このときに、日本の九州北部をはじめ、日本へ亡命し、帰化した新羅の民が多数いた。しかし、その移民の数が多いため、天平宝字3年(759年)9月、天皇は大宰府に、新羅からの帰化人に対して、帰国したい者があれば食料等を与えたうえで帰国させよとする勅を出した。翌年には、帰国を希望しなかった新羅人13人を武蔵国に送還した。また、飢饉や疫病によって、後述する新羅の賊が発生したともされる。

### 金泰廉による日本への朝貢
752年（天平勝宝4年）、新羅王子金泰廉ら700余名の新羅使が来日し、日本へ朝貢した。この使節団は、奈良の大仏の塗金用に大量の金を持ち込んだと推定されている。この際は王子による朝貢であり外交的には日本に服属した形となった。
朝貢の形式をとった意図は明らかではないが、唐・渤海との関係を含む国際情勢を考慮し極度に緊張していた両国関係の緊張緩和を図ったという側面と交易による実利重視という側面があると見られている。金泰廉は実際の王子ではないとする研究が一部で出されているが、王子の朝貢を演出することによってより積極的な通商活動を意図していた説には確証は無い。

### 長安での席次争い
翌753年（天平勝宝5年）には長安の大明宮で開催された唐の朝賀で遣唐使大伴古麻呂が新羅の使者と席次を争い意を通すという事件が起こる。この際唐は日本側の新羅が倭の従属国であった事実を受け入れ新羅を下位においた。この年の遣新羅大使は、新羅で景徳王に謁することが出来なかった。
ただし、唐の立場からすれば、朝貢国とみなしている日本が他の朝貢国である新羅に対して朝貢を求めること自体が冊封体制の根幹に関わる問題であり、場合によっては日本征討に発展しかねない問題であること、席次争いの件は日本側の記録（『続日本紀』）にしかないことから全てを事実とは考えにくいとする指摘がある。同時に新羅の立場からすれば日本からの朝貢要求を唐に対して告発することも可能であったが、唐がこれを理由として本当に日本を征討して滅ぼしてしまった場合、新羅は南からも唐からの軍事的圧力を受けることになることで却って不利益になるために、日本との関係については公にしなかったのではないかとしている。

### 藤原仲麻呂の新羅征討計画
天平宝字2年（758年）、唐で安禄山の乱が起きたとの報が日本にもたらされ、藤原仲麻呂は大宰府をはじめ諸国の防備を厳にすることを命じる。
天平宝字3年（759年）新羅が日本の使節に無礼をはたらいたとして、仲麻呂は新羅征伐の準備をはじめさせた。軍船394隻、兵士4万700人を動員する本格的な遠征計画が立てられるが、この遠征は後の孝謙上皇と仲麻呂との不和により実行されずに終わる。
朝鮮半島を統一し国家意識を高め、日本との対等な関係を求めた新羅に対して、人質の献上や朝貢を受けるなどし、従来より新羅を属国と見なして来た日本（『隋書』倭国伝は、新羅が倭国を敬仰して、使いを通じていたと記している）は激しい反感を持ち、その様子は、藤原仲麻呂（恵美押勝）が渤海の要請により新羅討伐計画を立ち上げた際の主張である、「新羅が属国であるにもかかわらず日本に非礼であるためとしている」にうかがえる。
恵恭王の時代
これより以降、恵恭王の時代の新羅では律令体制の推進派と旧来の貴族連合的体制への復帰派との間の対立は顕在化し、反乱が多数発生する。768年7月には貴族連合体制復活派とみられる大恭・大廉の兄弟の反乱が発生し、王都を33日間包囲するが、王の軍隊が平定した。770年8月には律令体制推進派と見られる金融の反乱、775年6月に貴族連合体制復活派の金隠居の反乱。775年8月には律令推進派の廉相・正門が反乱を企てたことが発覚して誅滅された。776年正月には新羅政府は教書を出し、律令体制を強固に推進した景徳王が唐風に改名した百官の名称を、旧来のものに戻した。貴族連合体制派への譲歩であったと見られる。

### 恵恭王による日本への御調朝貢
8世紀の終わりに新羅の国内が混乱すると、再び日本に慇懃な態度をとるようになり、宝亀10年(779年)に新羅は日本への服属を象徴する御調(みつき)を携え使者を派遣した。また新羅の混乱により多数の難民が日本列島へ亡命し、大量に帰化を申請する事態が発生するが、「蛮国」の人民が天皇の徳を慕って帰化を願うことを儒教的な観点から善政の象徴と見て、日本側は帰化を許可した。
780年2月、伊飡の金志貞が反乱を起こし宮中を包囲する。同年4月、金良相（後の宣徳王）が金敬信（後の元聖王）とともに挙兵し、金志貞を滅ぼす。この戦乱の中で恵恭王は王妃とともに殺害された。この8世紀末の新羅では、780年に武烈王の王統が絶えると王位継承の争いが激しくなり、王位簒奪や王都内での反乱が頻繁に発生する様になった。また災害や飢饉、また相次ぐ反乱や内戦、また渤海（698年 - 926年）との対立などもあり、新羅は衰退する。

### 遣新羅使停止
日本では780年に正規の遣新羅使は停止され、以後は遣唐使の安否を問い合わせる使者が数度送られたのみとなった。しかし民間レベル（主に交易）での交流は続けられており、唐・日本・新羅商人により、日本の文物を唐・新羅へ、唐・新羅の文物を日本へ、と運んで交易に励んだ。そのため、三国の情報は比較的詳細に交換されていた。有名な新羅商人に張宝高がいる。

### 8世紀末の新羅の外交政策
新羅第37代の王宣徳王は、782年閏正月、唐に対して朝貢を行った。勢力を強めている渤海に備え、北方面の守備に努め、781年7月には浿江（大同江）以南の地に使者を送って安撫し、また782年2月には漢山州（京畿道広州市）の住民を浿江鎮（黄海北道平山郡または金川郡）へ移住させている。785年正月になってようやく唐の徳宗から＜検校太尉・鶏林州刺史・寧海軍使・新羅王＞に冊封されたが、病に倒れてそのまま正月13日に死去した。
第38代の王元聖王は、度々の天災に際しては租粟を振舞って民の救済を行ったり、政治的混乱の収拾に努めたが788年秋には盗賊が現われ、791年には元の侍中の悌恭が反乱を起こして誅殺されるなど、安定はしなかった。
786年に唐へ朝貢し、徳宗からは新羅の長年の忠勤を慰撫する詔書をもらっている。

## 9世紀

### 日羅国交再開
新羅第40代の王哀荘王の時代の801年10月には、耽羅国（済州島）からの朝貢を受けた。耽羅国は文武王19年（679年）に新羅に隷属していたが、後に独立していた。
803年には日本とも国交が再開された。
両国の交渉について『三国史記』新羅本紀では哀荘王の4年（803年）7月「国交を開き通好した」、5年（804年）5月「日本から黄金三百両が進上された」、7年（806年）3月「日本からの使者を朝元殿で引見した」、9年（808年）2月「日本国の使者を厚くもてなした」という4例を伝える。『日本後紀』では延暦23年（804年）9月己丑条で「大伴宿禰岑万里を新羅に遣わした」の1例を伝えるのみである。
805年、新羅は唐に朝貢及び、冊命の謝恩使の派遣を行い、次の憲徳王も唐に対しては810年10月に王子金憲章を送って金銀製の仏像などを献上したほか、定期的に朝貢を行った。819年7月には唐の鄆州（山東省済寧市）で李師道が反乱を起こすと、兵馬を徴発する憲宗の詔勅に応えて将軍金雄元ら3万の援軍兵を派遣している。
812年9月には渤海へも使者を派遣して動向をうかがっていたが、宣王大仁秀が即位するに及んで緊張を増し、後に826年7月には漢山州（京畿道広州市）以北の州・郡から1万人を徴発して浿江（大同江）沿いに300里の長城を築いて、渤海の南下を食い止める備えとした。

### 新羅国内の情勢
新羅国内では度々災害が起こって民が餓える事態が発生した。租を免じたり穀倉を開いたが、816年には浙江省東部へ流入した民が170人にものぼった。
この時代には、地方の村主や王都から地方に飛び出した王位継承に破れた王族や官僚らが軍事力を背景に勢力を伸ばし、新興の豪族として勃興した。そして、地方で頻繁に反乱を起こす。819年3月には各地の賊徒がいっせいに蜂起したが、諸州の都督や太守に命じて鎮圧される。しかしこうした地方勢力を王権のもとに確実に掌握できていたわけではなく、首都慶州中心主義的な政治に対して地方勢力は反感を持ちながらも、団結して対抗するための中心を求めていた。

### 日本への賊徒侵攻
新羅の国内情勢が悪化する一方、一部の新羅人は、日本へ亡命したり、また賊化した新羅人が度々日本を襲撃してもいる。
弘仁2年（811年）12月6日、新羅船三艘が対馬島に現れ、一艘が下県郡の佐須浦に着岸した。船に十人ほど乗っており、他の二艘は闇夜に流れたが、翌12月7日未明、灯火をともし、相連なった二十余艘の船が姿を現し、賊船である事が判明した。そこで先に着岸した者のうち五人を殺害したが、残る五人は逃走し、うち四人は後日補足した。島の兵庫を衛り、軍士に動員をかけ、新羅（朝鮮半島方面）を望み見ると、毎夜数箇所で火光が見えると大宰府に報告された。大宰府は通訳と軍毅を対馬へ派遣し、旧例に准じて要害の警備につくすべき事を大宰府管内と長門・石見・出雲等の国に通知した。
弘仁4年（813年）2月29日、肥前の五島・小近島(小値賀島)に、新羅人110人が五艘の船に乗り上陸し、島民100余人を殺害した。具体的には、新羅人は島民9人を打ち殺し100人を捕虜にした。4月7日には、新羅人一清・清漢巴らが日本より新羅へ帰国した、と大宰府より報告された。この言上に対して、新羅人らを訊問し、帰国を願う者は許可し、帰化を願う者は、慣例により処置せよと指示した。事後の対策として通訳を対馬に置き、商人や漂流者、帰化・難民になりすまして毎年のように来寇する新羅人集団を尋問できるようにし、また承和2年(835年)には防人を330人に増強した。承和5年(838年)には、796年以来絶えていた弩師(どし)を復活させ、壱岐に配備した。弘仁5年（814年）、化来した新羅人加羅布古伊等6人を美濃国に配す。
弘仁11年（820年）には日本国内の遠江・駿河両国に移配した新羅人在留民700人が反乱（弘仁新羅の乱）を起こしたがその殆どが処刑され、鎮圧されている。
乱後処理として弘仁14年（823年）に若くして気鋭の貴族藤原衛が遠江守に任ぜられる。衛は穏やかで落ち着いた統治を行い、在地の百姓達も喜んだ様子であったとされる。衛はのちに大宰府勤務の時期、朝廷に対し新羅人の渡航遮断と帰化申請を受け入れないことを建白し、認められている。
天長元年（824年）、新羅人辛良・金貴賀・良水白等54人を陸奥国に安置し、法により復を給し、乗田を口分田に充てる。

### 金憲昌・梵文の反乱以後の新羅
822年3月、武珍州（全羅南道、光州広域市）・菁州（慶尚南道晋州市）・熊川州（忠清南道公州市）の都督職を歴任した金憲昌が反乱を起こし、熊津（公州市）を都として長安国と号すると、国土の大半が金憲昌を支持し、王権に対抗する姿勢を見せることとなった。金憲昌の反乱は1ヶ月ほどで鎮圧されたが、乱の鎮圧に活躍した討伐軍は貴族の私兵と花郎集団であり、律令体制の下での兵制は有名無実化していることが露見した。
825年1月には金憲昌の子の金梵文が高達山（京畿道驪州郡）を根拠として反乱を起こしたが、これは北漢山州（京畿道広州市）の都督によって鎮圧された。
832年の春夏の旱魃、7月の大雨で凶作となり、餓えた民衆が盗賊となって蜂起する。10月には各地に使者を派遣して慰撫に努めた。翌833年にも凶作で民が飢餓に苦しみ流行り病で多くの死者を出すと、834年10月には王自らが巡幸して民に穀物を分け与え、民心の安定を図ろうとした。

### 日羅関係の悪化

#### 遣唐使船保護問題
承和3年（836年）、日本が遣唐使を久しぶりに派遣することが決定した際、遣唐使船が難破した場合の保護を新羅に要求した。すると、新羅側執事省は、使者紀三津（きのみつ）を問い詰め、「小人の荒迫（こうはく）の罪を恕し、大国の寛弘の理を申す」との牒を日本へ送った。「小人」とは使者紀三津を、「大国」は新羅自身を指す。
このような新羅の対等または尊大な態度に加えて、また繰り返される新羅の入寇などの新羅の賊の侵攻に対して、それまで新羅を「蛮国」とみなしてきた日本は憤慨し、『続日本後紀』は、この事件を後世に伝えなかったら、後人は得失を判断できないとして執事省牒全文を掲載している。

#### 日本の対新羅外交方針の変換
承和9年(845年)、日本は外交方針を変換させ、新羅からの帰化人対策に詳しかった太宰大弐藤原衛（ふじわらのまもる）が新羅人の越境禁止を朝廷に進言した結果、以後は帰化を申請してきた場合でも、漂着民に食料衣服を与えて追い返すこととされた。これは『貞観格（じょうがんきゃく）』にも収められ、以後の対新羅外交の基本方針になった。

## 9世紀後半

### 新羅の情勢
商人張保皐（張宝高）の下に逃げ込んだ金祐徴らの一派は兵と財を借り、838年3月に挙兵。金陽が武州（光州広域市）を下してさらに南原小京（全羅北道南原市）を陥落させた。839年1月、側近にすら逃げだされた閔哀王は兵士に殺害され、祐徴が神武王として即位し張保皐に官位を与えたが、病を得て即位後6ヶ月で死亡。その子文聖王もまた張保皐に官位を与えるが、中央貴族らに蔑まされた張保皐は待遇に不満を持ち、846年に清海鎮（全羅南道莞島）で反乱を起こした。王側は宴会中に張保皐の暗殺に成功する。これらの動揺は地域社会にも波及し、9世紀末には、農民の反乱や豪族の独立が頻発する。ただしこの846年という年号は不確かであり、『続日本後紀』では841年11月までに死去しているとする。またこの頃、張保皐と日本の文室宮田麻呂の密貿易が発覚している。
第48代の王景文王は、唐へ862年7月に使者を派遣して土産物を貢納した。864年4月に日本からも国使を迎えたとされるが、日本側の史書には対応する記事はない。
866年10月に允興兄弟が反逆を謀った。事前に発覚して允興一族は誅滅された。
867年5月には疫病が、8月には洪水が起こる。868年1月には金鋭・金鉉らが反乱を起こして誅殺された。870年にも地震・洪水、疫病が、873年にも飢餓と疫病が起こり政情は安定しなかった。874年5月にも近宗が反乱を起こしている。

### 日本への賊徒侵攻
貞観8年(866年)には、肥前基肄郡擬大領山春永・藤津郡領葛津貞津・高来郡擬大領大刀主・彼杵郡住人永岡藤津らが、新羅人と共謀し、対馬を攻撃しようとした計画が発覚している。

#### 貞観の韓寇
貞観11年（869年）6月から、新羅の海賊、艦二艘に乗り筑前國那珂郡(博多)の荒津に上陸し、豊前の貢調船を襲撃し、年貢の絹綿を掠奪し逃げた。日本側は追跡したが、見失ったと『日本三代実録』に記録があり、また「鄰國の兵革」、隣国である新羅の戦争（内戦）のことが背景にあるのではないかと卜（うらない）が伝えたとある。なお、同貞観11年（869年）5月26日(ユリウス暦7月9日)には、貞観地震や肥後で地震が発生している。

#### 日本側の対応
日本政府は沿海諸郡の警備を固めたほか、内応の新羅商人潤清ら30人を逮捕し放逐することに決めた。その後、新羅に捕縛されていた対馬の猟師・卜部乙屎麻呂が現地の被害状況を伝えたため、結局大宰府管内のすべての在留新羅人をすべて陸奥国などに移し口分田を与えて帰化させることに定めた。このとき新羅は大船を建造しラッパを吹き鳴らして軍事演習に励んでおり、問えば「対馬島を伐ち取らんが為なり（870年2月12日条）」と答えたという。また現地の史生が「新羅国の牒」を入手し、大宰少弐藤原元利万侶の内応を告発した。
870年2月15日、朝廷は弩師や防人の選士50人を対馬に配備する。また、在地から徴発した兵が役に立たないとみた政府は、俘囚すなわち律令国家に服属した蝦夷を配備した。これらの国防法令は『延喜格（えんぎきゃく）』に収められ、以後の外交の先例となった。
また、伊勢神宮、石清水八幡宮、香椎、神功陵などに奉幣および告文をささげ、「わが日本の朝は所謂神明の国也。神明の護り賜わば何の兵寇が近く来るべきや(日本は神の国であり、神の守護によって敵国の船は攻め寄せない)」と訴えた。こうして新羅を敵視する考えは神国思想の発展へとつながっていった。また、神功皇后による三韓征伐説話もたびたび参照されるようになる。
貞観12年（870年）9月、新羅人20人の内、清倍、鳥昌、南卷、安長、全連の5人を武蔵国に、僧香嵩、沙弥傳僧、關解、元昌、卷才の5人を上総国に、潤清、果才、甘參、長焉、才長、眞平、長清、大存、倍陳、連哀の10人を陸奧国に配する。
また貞観14年から19年にかけて編纂された『貞観儀式』追儺儀（ついなのぎ）では、陸奥国以東、五島列島以西、土佐国以南、佐渡国以北は、穢れた疫鬼の住処と明記されている。こうして対新羅関係が悪化すると、天皇の支配する領域の外はケガレの場所とする王土王民思想も神国思想とともに形成された。

## 9世紀末

### 新羅の情勢
憲康王の時代（在位 : 875年 - 886年）には、唐へ876年7月に朝貢を行い、878年4月には 僖宗から冊封された。
878年8月には日本からの使者を朝元殿で引見したこと、882年4月には日本国王が黄金300両と明珠10個とを進上する使者を派遣してきたことを『三国史記』新羅本紀は伝えているが、日本側の史料には対応する記事は見られない。869年に新羅の海賊船が博多を襲って以来、新羅と日本との間には緊張関係が生じており（新羅の入寇を参照）、『日本三代実録』によれば、元慶4年（880年）に新羅の賊が侵入するという情報を得た日本海沿岸の諸国は厳重な警戒態勢をとっていた。しかしその間にも、公私にわたる使者の往来はあったものと見られている。
『三国史記』新羅本紀には憲康王の時代は順調であったと記しているが、879年6月に信弘の反乱、887年1月には金蕘が反乱を起こしている。
統一新羅歴代唯一の女王真聖女王は、姦淫に耽り、綱紀はおおいに弛緩した。この女王の治世には国内で反乱が続発し、後三国時代の幕開けとなる。治世11年の897年、女王は「盗賊蜂起、此れ孤の不徳なり」と宣言し、「太子」に譲位してしまう。

### 新羅賊の肥後・松浦・対馬襲撃
貞観15年（873年）、武将でもある小野春風が対馬守に赴任、政府に食料袋1000枚・保呂（矢避けのマント）1000領を申請して防備の拡充を行っている。
寛平5年893年5月11日、新羅の賊が肥後国飽田郡で民家を襲撃し放火した。また肥前国松浦郡においても襲撃してきたが、逃げた。
この知らせを受けた朝廷は、政治の中枢の人間である参議の藤原国経を大宰権帥に任命して討伐を命じるなどの対策に追われた。
寛平6年（894年）、唐人も交えた新羅の船大小100艘に乗った2500人にのぼる新羅の賊の大軍が対馬に侵攻を始めた。45艘でやってきた賊徒に対し、9月5日の朝、武将としての経験があり対馬守に配されていた文屋善友は郡司士卒を統率し、誘い込みの上で弩を構えた数百の軍勢で迎え撃ち、220人を射殺した。賊は計300名を討ち取った。また、船11、太刀50、桙1000、弓胡(やなぐい)各110、盾312にものぼる莫大な兵器を奪い、賊ひとりを生け捕った。
捕虜の証言ではこれは民間海賊による略奪ではなく、新羅政府による襲撃略奪であった。捕虜曰く、新羅は不作で餓えに苦しみ、倉も尽きて王城も例外ではなく、「王、仰せて、穀絹を取らんが為に帆を飛ばして参り来たる」という。その全容は大小の船100艘、乗員2500、逃げ帰った将軍はなお3人いて、特に1人の「唐人」が強大である、と証言した。翌年の寛平7年（895年）にも、新羅の賊が壱岐を襲撃し、官舎が焼かれた。
このような賊の来襲は、新羅滅亡後の高麗時代にも発生している。
新羅だけではなく、唐政府の関与も疑った朝廷は寛平6年（894年）、関与を調査するための遣唐使の派遣を議するが、9月19日に大宰府の飛駅の使が撃退の成功を伝え、遣唐使も中止された。
『扶桑略記』では、寛平6年（884年）の9月（旧暦）に新羅船45艘は対馬を襲ったが、日本は大宰府の奮戦で、これを迎撃して危機を脱したと記されている。合戦後の捕虜となった新羅人の賢春は尋問で、前年来の不作により「人民飢苦」の状態が続き、新羅では「王城不安」だったと答えている。これを打開すべく王の命令により、2500人の軍が大小百艘に分乗、飛帆したと記されている。なお『三国史記』では十年に相当するが、十年の記述は三国史記では消失している。

## 10世紀

### 新羅滅亡
有力な勢力となった農民出身の甄萱が892年に南西部に後百済を、新羅王族の弓裔が901年に北部に後高句麗を建て、後三国時代に入る。新羅の孝恭王は対抗できず酒色におぼれ、新羅の領土は日増しに削られて行く。
後高句麗の武将であった王建は後百済との戦争で何度も勝利し、群臣たちの信望が厚かった。しかし弓裔には嫌われ、命を狙われそうなこともあった。弓裔は宮殿を再建したため、民衆の不満が高まった。また自分を弥勒菩薩と呼ばせて観心法で人の心を見ることができると言い、反対派を粛清した。王建は政変を起こして弓裔を追放し918年に高麗を興した。新羅の景明王は920年、王建と誼を通じて後百済に対抗したが、924年に亡くなった。次の景哀王は927年に宴会をしている最中、後百済の甄萱に奇襲を受け、殺された。その次の敬順王は甄萱により王位に就けられた。
以降、高麗と後百済の戦争が続いたが、935年、後百済の王の甄萱が四男に王位を継がせようとすると、長男の甄神剣（後百済の第2代王）が反乱を起こし、甄神剣は甄萱を寺院に監禁し、王位を奪った。甄萱は935年6月、後百済から逃げ出して高麗に亡命した。王建は甄萱を国賓として迎えた。同935年11月、新羅の敬順王が君臣を挙げて高麗に帰順した。これにより新羅は滅亡した。
高麗は翌年の936年に後百済を滅亡させ、朝鮮半島を統一した。